# Кампостефано IV (Фрозиноне)
Кампостефано IV је насеље у Италији у округу Фрозиноне, региону Лацио.
Према процени из 2011. у насељу је живело 28 становника. Насеље се налази на надморској висини од 130 м.